# Pierre de Flandre
Pour les articles homonymes, voir Pierre Deflandre.
Pierre de Flandre, ou d'Alsace, né vers 1146 et mort à Issoudun en  1176, est un prélat français  du XIIe siècle. 
Pierre est le fils cadet de Thierry d'Alsace (° ~1099/1101 - † 17 janvier 1168), comte de Flandre, et de Sibylle d'Anjou.
Pierre est nommé prévôt à Bruges à l'âge de douze ans et à Saint-Omer. Il est élu évêque de Cambrai en 1167 alors qu'il est encore très jeune, mais n'est jamais consacré. En 1173 Pierre donne à l'abbaye de Tronchiennes, l'autel de Sonnegem. 
Pierre de Flandre n'ayant pas encore été consacré renonce à son évêché en 1175 et, la même année, épouse Mahaut de Bourgogne, d'abord veuve de Eudes, baron d'Issoudun, puis de Gui, comte de Nevers, fille de Raimond de Bourgogne et d'Agnès de Montpensier. 
Pierre de Flandre et Mahaut de Bourgogne eurent une fille Sibylle qui épousa Robert de Wavrin (~1175 - 1197).
Peu après le décès de Pierre, le troisième concile du Latran (1179) décrétera (3e canon) l'interdiction de consacrer un évêque de moins de 30 ans. 

## Sources
- H. Fisquet, La France pontificale, Cambrai, p. 148 ff.
- Thèrèse de Hemptinne, Pierre d’Alsace, in Biographie nationale de l’Académie royale de Belgique, 1977, col. 715.
- Thérèse de Hemptinne, Peter van de Elzas (nl), Nationaal Biografisch Woordenboek, deel 7, 1976, col. 689.